# آزاد همدانی
علی‌محمد غمامی آزاد متخلص به آزاد (متولد ۱۲۸۵ همدان - وفات ۱۳۲۴) شاعر، ادیب و معلم همدانی است.

## زندگی‌نامه
آزاد همدانی در کودکی پدر خود را از دست داد. در اواخر سال ۱۳۲۳ قمری تحصیلات خود را در فارسی و صرف و نحو و معانی و بیان و فقه و منطق در همدان به اتمام رسانید. بعدها از معلمان رسمی وزارت شد و در مشاغل دبیری، بازرسی و مدیریت دبستان و دبیرستان انجام وظیفه کرد. در سال ۱۳۰۰ خورشیدی، به سمت ریاست فرهنگ کاشان منصوب و به اصلاح امور فرهنگ و افتتاح انجمن ادبی پرداخت و در اثر مجاهدت در ترویج علم و ادب مورد توجه اهالی کاشان قرار گرفت. در این موقع خبر مرگ ناگهانی فرزند ارشدش از سنندج رسید و مرگ این جوان، آزاد را پیر و از زندگانی سیر نمود؛ ناچار به تهران منتقل شد. در سال ۱۳۱۳ خورشیدی به سمت مدیریت ادبیات و بازرسی اداره فرهنگ همدان منصوب و در سال ۱۳۱۵ به مدیریت دبیرستان شاهپور کرمانشاه برگزیده شد و دو سال هم به تربیت و تعلیم دانشجویان آنجا انجام وظیفه کرد. آزاد همدانی به سال ۱۳۲۴ شمسی چشم از جهان فروبست.

## یادبود
یکی از خیابان‌های شهر همدان با نام آزاد همدانی نامگذاری شده‌است.